# Edwin Gadayi
Edwin Kwabla Gadayi (* 14. Februar 2001) ist ein ghanaischer Leichtathlet, der sich auf den Sprint spezialisiert hat. 2024 wurde er mit der ghanaischen 4-mal-100-Meter-Staffel in Douala Afrikameister.

## Sportliche Laufbahn
Erste internationale Erfahrungen sammelte Edwin Gadayi im Jahr 2019, als er bei den Juniorenafrikameisterschaften in Abidjan in 10,60 s den fünften Platz im 100-Meter-Lauf belegte und über 200 Meter in 21,04 s die Bronzemedaille gewann. Anschließend schied er bei den Afrikaspielen in Rabat mit 20,92 s im Halbfinale im 200-Meter-Lauf aus. 2024 gewann er bei den Afrikaspielen in Accra mit der ghanaischen 4-mal-100-Meter-Staffel in 38,43 s gemeinsam mit Benjamin Azamati, Solomon Kweku und Joseph Paul Amoah die Silbermedaille hinter dem nigerianischen Team. Im Juni schied er bei den Afrikameisterschaften in Douala mit 10,31 s im Halbfinale über 100 Meter aus und siegte mit der Staffel in 38,63 s gemeinsam mit Ibrahim Fuseini, Isaac Botsio und Abdul-Rasheed Saminu.

## Persönliche Bestleistungen
- 100 Meter: 10,55 s (+0,3 m/s), 17. April 2019 in Abidjan
- 200 Meter: 20,81 s (+0,3 m/s), 29. August 2019 in Rabat